# Norbert Thom
 (mars 2019).
Si vous disposez d'ouvrages ou d'articles de référence ou si vous connaissez des sites web de qualité traitant du thème abordé ici, merci de compléter l'article en donnant les références utiles à sa vérifiabilité et en les liant à la section « Notes et références ».
 (mars 2019).
Norbert Thom, né le 11 août 1946 à Kleinsteinlohe (de) en Bavière, est un économiste germano-suisse, professeur de Gestion d'entreprise, en particulier des ressources humaines et d'organisation d'entreprises à l'université de Berne jusqu'à sa retraite en 2012.

## Biographie
Norbert Thom a fait des études de gestion d'entreprise (branche principale) et d'économie politique et de sociologie (branches secondaires) à l'Université de Cologne. Il était membre du séminaire de doctorat de l'Institut européen des hautes études en gestion (EIASM) à Bruxelles. En 1976, il obtient son doctorat avec la thèse « L'efficacité des processus d'innovation ». Il est ensuite assistant d'Erwin Grochla (de). En 1984, il obtient son habilitation à diriger des recherches (HDR) en sciences économiques et enseigne à l'Université de Cologne.
En 1984, il est remplaçant pour la chaire C4 en Organisation et Gestion du Personnel à l'Université Justus-Liebig de Gießen. En 1985, il accepte un poste de professeur ordinaire en langue allemande et française à l'Université de Fribourg et devient directeur du séminaire de Direction d'Entreprise et d'Organisation à l'Université de Fribourg.
De 1991 à 2012, il travaille à l'Université de Berne. Il fonde l'Institut d'Organisation et de Personnel (IOP) de l'Université de Berne dont il est directeur jusqu'en 2012. En 2000/2001, il est remplaçant du directeur émérite de l'Institut de la Gestion de l'Innovation Internationale de l'Université de Berne. En 2002, il est cofondateur du Centre de Compétence en Gestion Publique de l'Université de Berne.
Il est le premier président de la Société Suisse de Gestion d'Entreprise (1990-1993).
De 1997 à 2000, il est membre du Conseil Suisse des Sciences (organe de conseil du gouvernement fédéral dans toutes les questions de politique scientifique). De 2002 à 2014, il est vice-président de la Société Bernoise d'économie politique du canton de Berne. De 2004 à 2005, il est membre du comité central de l'Association des professeurs universitaires en gestion d'entreprise.
De 2000 à 2013, il est vice-président de la Fondation de l'Association Suisse pour l'organisation et la gestion. De 1991 à 2007, il est vice-président de l'Association Suisse d'organisation et de gestion.
Norbert Thom publie environ 365 articles dans des revues et ouvrages rassemblés, plus de 515 articles dans des journaux, des magazines et des revues spécialisées. Il écrit et publie plus de 30 livres en tant qu'auteur ou éditeur, notamment sur la gestion de l'innovation et les systèmes de suggestion, sur la conception de programmes de promotion des jeunes, sur la gestion de transformation des entreprises privées et publiques et sur la gestion publique à tous les niveaux de gouvernement. Il a un succès particulier avec ses initiatives sur le profil de travail de l'organisateur en Allemagne et en Suisse. Certaines de ses publications ont été traduites dans différentes langues (27 langues en 2019). De 1986 à 1995, il est rédacteur en chef de la revue Zeitschrift Führung und Organisation (ZFO) et de 1996 à 2005, il est membre du comité de rédaction de ZDO.

## Prix et distinctions
- 1978 : Karl-Guth Preis (Prix Karl-Guth) en tant que meilleure thèse de doctorat allemande dans la branche Direction d'entreprise.
- 1986 : Prix Peter Curtius USW (Peter-Curtis-Preis) pour des études de cas par le séminaire universitaire de l'économie (Universitätsseminar der Wirtschaft).
- 1988 : Médaille d'honneur de l'Université de Linz, Autriche.
- 1992 : Denker-Preis pour la contribution à la gestion de l'innovation et au système de suggestion en entreprise. (Première personne individuelle à recevoir ce prix en Suisse.)
- 1993 : Goldener Ideen-Oskar, mérite dans le cadre de la formation et de la recherche dans les domaines de la gestion des idées et de l'innovation.Première personne individuelle à recevoir ce prix en Suisse).
- 2002 : Membre d'honneur de la Sociétéd'Organisation (GfO, Allemagne) (seul membre honoraire alors toujours actif).
- 2003 : Membre d'honneurde la Société Suisse de Gestion d'Entreprise. (Seul professeur actif).
- 2005 : Doctor honoriscausa (Dr h.c.) de la faculté de droit de la Mykolas-Romeris Université, Vilnius, Lituanie
- 2006 : Doctor honoriscausa (Dr h.c.) de Johannes-Kepler-Université de Linz, Autriche
- 2006 : Doctor honoriscausa (Dr h.c.) de l'Université Martin-Luther de Halle-Wittenberg, Allemagne
- 2007 : Membre d'honneur de l'Association Suisse d'Organisation et de Management (ASO)
- 2010 : Professeur honoris causa (Prof. h. c.) de l'Université Babeş-Bolyai de Cluj, Roumanie
- 2012 : Honorary Ambassador de la société Idee Suisse - Schweizerische Gesellschaft für Ideen- und Innovationsmanagement" (Société suisse de gestion de l'idée et de l'innovation), puis membre d'honneur
- 2013 : Senior Fellow au Centre de Compétence en Gestion Publique de l'Université de Berne
- 2014 : Membre d'honneurde la société économique du canton de Berne
- 2017 : Senior Fellow du Centre du droit de la santé et de gestion dans le domaine du management des institutions de santé
- 2019 : Membre d'honneur de quer-kraft - Der Innovationsverein e.V. Nürnberg

## Publications (sélection)
- Menschen in Organisationen, Bern, IOP-Verlag, 2016 (ISBN 978-3-905766-54-7).
- Die optimale Organisationsform. Grundlagen und Handlungsempfehlungen, Gabler, 2010 (ISBN 978-3-8349-2015-7).
- Adrian Ritz, Talent Management, Gabler, 2018 (ISBN 978-3-8349-1811-6).
- Wissensmanagement im privaten und öffentlichen Sektor. Was können beide Sektoren voneinander lernen ?, Vdf Hochschulverlag, 2005 (ISBN 3-728-12983-6).
- Effektive Schulführung: Chancen und Gefahren des Public Managements im Bildungswesen, Haupt, 2006 (ISBN 3-258-06878-X).
- Public Management: Innovative Konzepte zur Führung im öffentlichen Sektor, Gabler, 2017 (ISBN 3-834-90730-8).
- Moderne Personalentwicklung: Mitarbeiterpotenziale erkennen, entwickeln und fördern, Gabler, 2017 (ISBN 3-834-91060-0).
- Fälle zu Organisation und Personal: Didaktik - Fallstudien - Lösungen - Theoriebausteine, Haupt, 2007 (ISBN 3-258-07225-6).
- Management Public. Concepts innovants dans le secteur public, Presses polytechniques et universitaires romandes, 2013 (ISBN 978-2-88074-995-8).